# Daniel Björkgren
Karl Daniel Björkgren, född 14 september 1939 i Korsholm, Finland, död 16 november 1992 i Göteborg, var en svensk gångare. Han tävlade för Österhaninge IF.
Björkgren tävlade för Sverige vid olympiska sommarspelen 1972 i München, där han slutade på 13:e plats i herrarnas 50 kilometer gång.
Vid Europamästerskapen i friidrott 1971 i Helsingfors slutade Björkgren på 17:e plats på 50 kilometer gång. Han tävlade även i 50 kilometer gång vid Europamästerskapen i friidrott 1974 i Rom och slutade där på 13:e plats. Björkgren tävlade även i IAAF World Race Walking Cup två gånger: 1970 (fullföljde inte på 50 km) och 1973 (23:e plats på 20 km).
Björkgren tog även silver vid Nordiska mästerskapet i gång två gånger: 1969 på 20 km och 1971 på 50 km.